# Американський модернізм
Американський модернізм, як і рух модернізму в цілому, є течією філософської думки, що виникла внаслідок масштабних змін у культурі та суспільстві в епоху модерну. Американський модернізм — мистецький і культурний рух у Сполучених Штатах, що розпочався на межі 20-го століття, з ключовим періодом між Першою та Другою світовими війнами. Як і його європейський аналог, американський модернізм виник із відмови від мислення епохи Просвітництва, прагнучи краще представити реальність у новому, більш індустріялізованому світі. 

## Історія
Характерно, що модерністське мистецтво має тенденцію до абстракції, є новаторським, естетичним, футуристичним і самореферентним. Воно включає візуальне мистецтво, літературу, музику, кіно, дизайн, архітектуру, а також спосіб життя. Воно виступає проти історизму, мистецьких умовностей та інституціоналізації мистецтва. Мистецтвом мали займатися не тільки в академіях, театрах чи концертних залях, але й входити в буденне життя й бути доступним для всіх. Крім того, культурні інституції зосереджувалися на вишуканому мистецтві, а вчені мало звертали увагу на революційні стилі модернізму. Економічний і технічний прогрес у США під час ревучих двадцятих породив широко розповсюджений утопізм, який вплинув на деяких художників-модерністів, тоді як інші скептично ставилися до прийняття технологій. Перемога у Першій світовій війні підтвердила статус США як міжнародного гравця і додала людям впевнености в собі та почуття безпеки. У цьому контексті американський модернізм поклав початок американському мистецтву як відмінному та самобутньому від європейського смаку, порушивши мистецькі умовности, які до того часу формувалися відповідно до європейських звичаїв.
Американський модернізм скористався розмаїттям культур іммігрантів. Художники надихалися африканською, карибською, азійською та європейською народною культурою та втілювали ці незвичні стилі у своїх працях.
Американський модерністський рух був відображенням американського життя 20 століття. У світі, що швидко промислувався, в прискореному плині життя людині було легко поглинути неосяжність речей, залишити її блукати, позбавленої цілі. Соціальні кордони в расі, класі, статі, багатстві та релігії піддали викликові. У міру того, як соціальна структура зазнавала виклику з боку нових вхідних поглядів, рамки усталених переконань і соціальної структури розчинялися, і втрата ідентичности була тим, що лишалося, що зрештою перетворювалося на ізоляцію, відчуження та загальне відчуття відокремлености від будь-якого типу «цілого». Єдність згуртованої війною країни вмирала, а разом з нею ілюзія приємностей, які вона продавала своїм солдатам і народу. Світ залишився жорстоким, вульгарним і духовно порожнім.
Робітник середнього класу потрапив у зовсім непомітне становище, гвинтик надто малий, щоб сподіватися знайти визнання в набагато більшій машині. Громадяни були вражені власною марністю. Юнацькі мрії розбилися через поразку та розчарування у визнанні межі та втрати. Життя розчарованих і ізгоїв стали більш зосереджені. Стала цінуватися здатність визначити себе через працьовитість і винахідливість, створити власне бачення себе без допомоги звичних засобів. Деякі автори підтримали це, тоді як інші, наприклад Ф. Скотт Фіцджеральд, заперечували, наскільки привабливими, але руйнівними та фальшивими можуть бути цінности цих переваг.
Модерністичній Америці довелося знайти спільну мову у світі, який більше не є єдиним у вірі. Знайдена єдність лежала в спільній основі спільної свідомости всіх набутих людством умінь. Було підкреслено важливість особистості; справді обмежена природа людського досвіду сформувала зв’язок через усі мости раси, класи, статі, багатства чи релігії. Таким чином суспільство знаходило спільний зміст, навіть у безладді.
Дехто бачить модернізм у традиціях естетизму 19 століття та руху «мистецтво для мистецтва». Клемент Ґрінбергґ стверджує, що модерністське мистецтво виключає «все поза собою». Інші бачать модерністське мистецтво, наприклад у блюзовій та джазовій музиці, як засіб передачі емоцій і настроїв, і багато творів стосуються загальних проблем, як-от фемінізм і містянство. Деякі митці та теоретики навіть додали політичний вимір до американського модернізму.
Американський модерністський дизайн і архітектура дозволили людям вести сучасне життя. Робота та сімейне життя докорінно та швидко змінилися завдяки економічному піднесенню в 1920-х роках. У США автомобіль став популярним і доступним для багатьох, дозвілля та розваги набули значення, а ринок праці відкрився для жінок. Щоб зробити життя ефективнішим, дизайнери та архітектори поставили собі за мету спростити роботу по дому.
Велика депресія кінця 20-х і 30-х років розчарувала людей в економічній стабільності країни та підірвала утопічне мислення. Початок і жахи Другої світової війни спричинили подальші зміни ментальності. Післявоєнний період був названий пізнім модернізмом.  Постмодерністська епоха загалом вважається характерною для мистецтва кінця 20 століття, починаючи з 1980-х років.

## Образотворче мистецтво

### Американський модерністський живопис

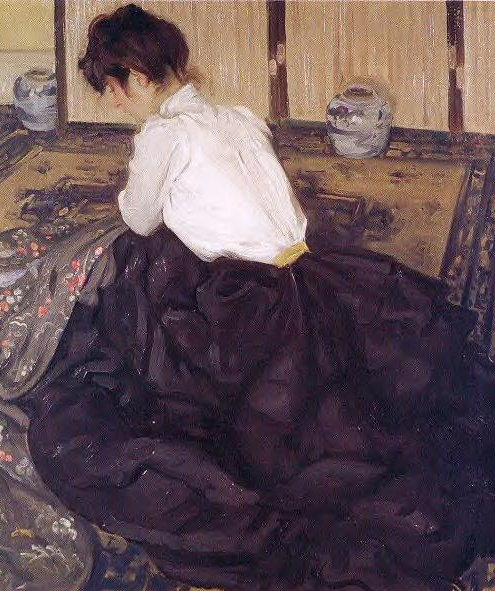
Альфред Генрі Маурер, Композиція, 1901
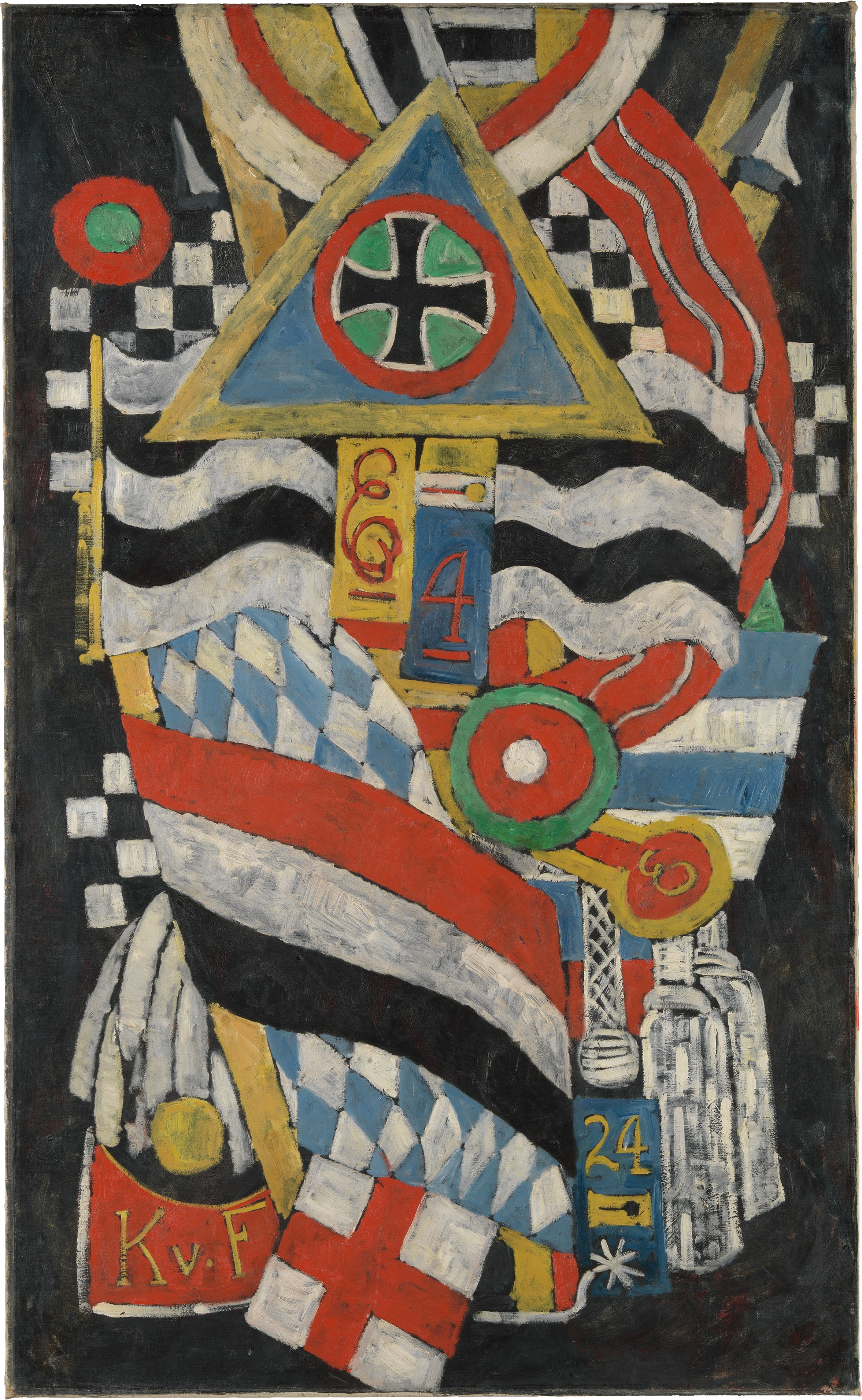
Марсден Гартлі, Портрет німецького офіцера, 1914
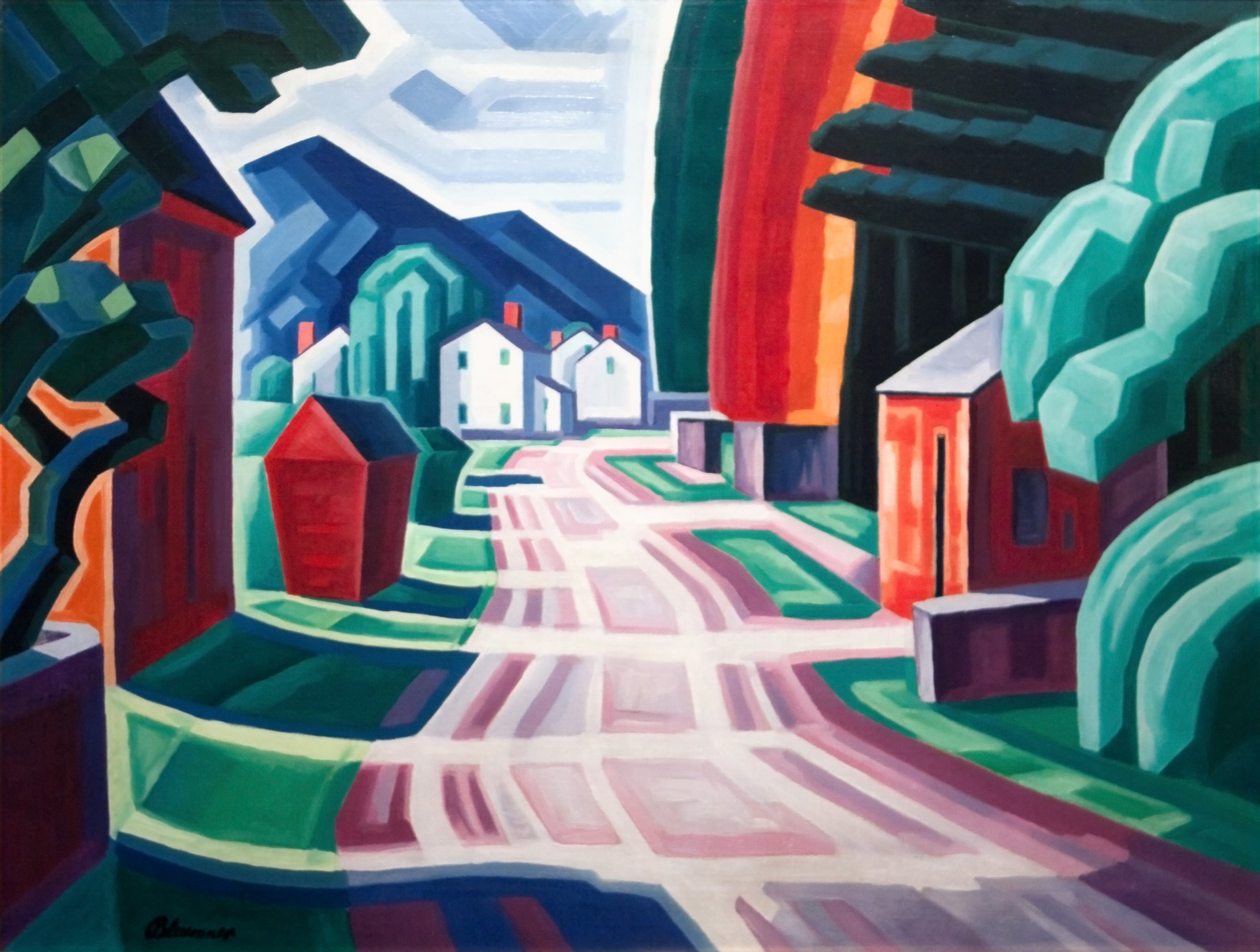
Оскар Блюмнер, Форма і Світло, Мотив Західного Нью-Джерсі (1914)
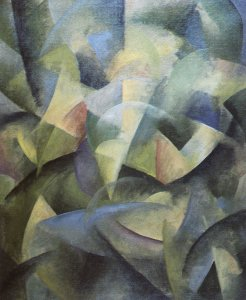
Ендрю Дасбурґ, Імпровізація, 1915–1916
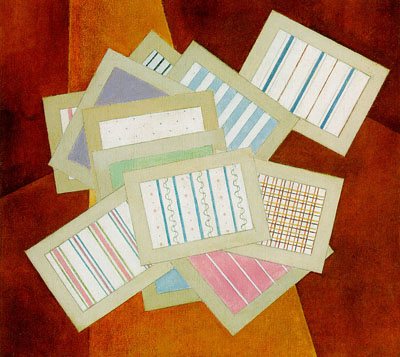
Чарлз Демут, Весна, 1921
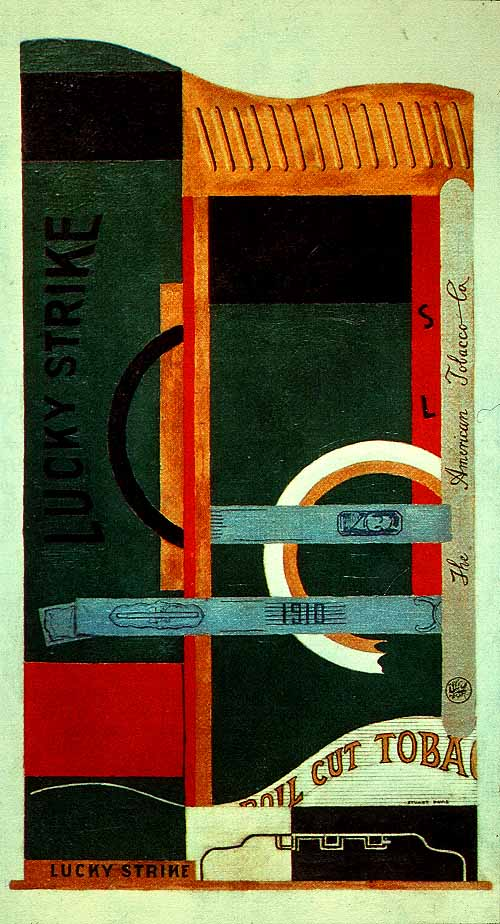
Стюарт Девіс, Влучне попадання, 1921
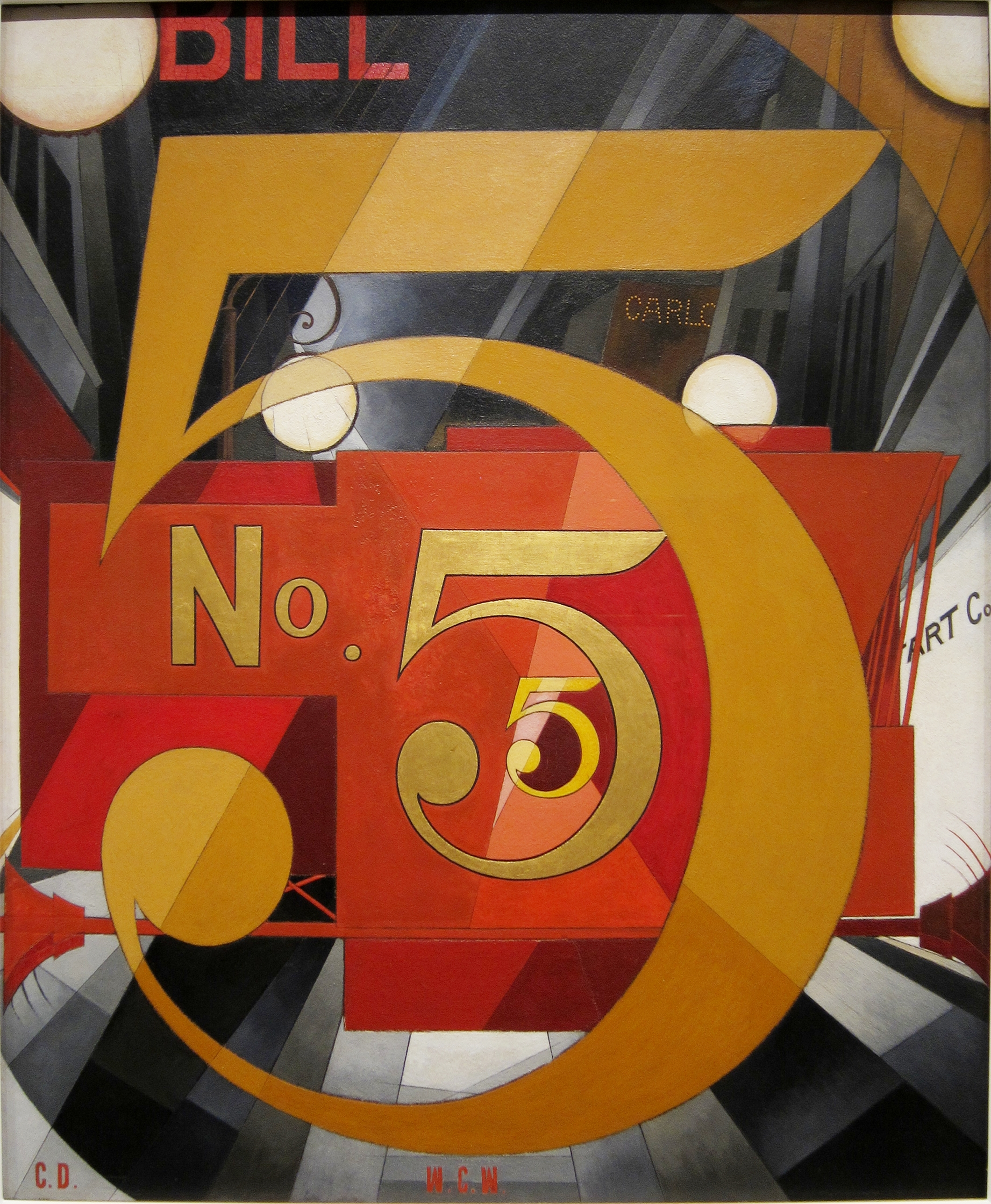
Чарлз Демут, Фігура 5 в золотім кольорі, 1928
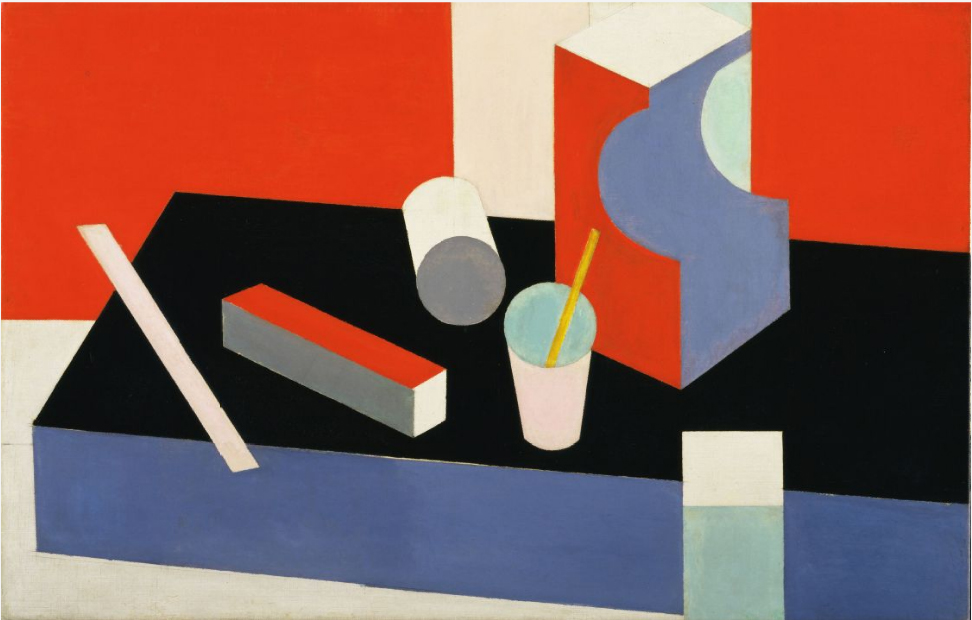
Патрік Генрі Брюс, Малювання, олія, (60.3 × 92.4 cm) 1929–1930
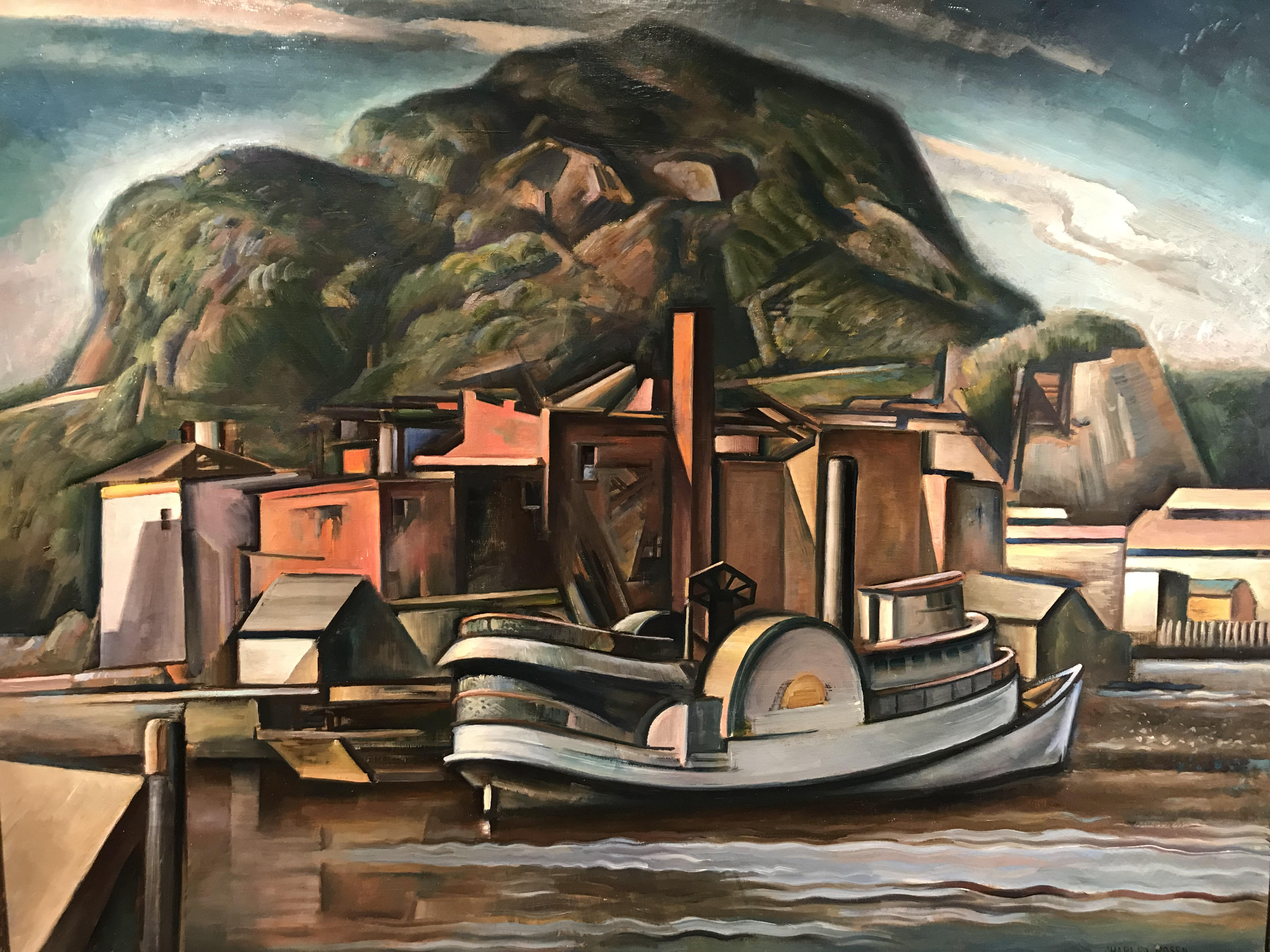
Чарлз Росен, Sidewheel in the Rondout (Бічне колесо в Рондоуті), 1920's (Прецизіонізм)

Немає єдиної дати початку періоду модернізму в Америці, оскільки на початку 20 століття діяли десятки художників. Це був час появи перших кубістичних пейзажів (прецизіонізму), натюрмортів і портретів; яскраві фарби увійшли в палітру живописців, а в галереях з'явилися перші безпредметні картини.
Модерністський рух також став популярним у Нью-Йорку до 1913 року у відомій мангеттенській студії-галереї Вільгельміни Вебер Ферлонг (1878–1962) та через роботу Whitney Studio Cub у 1918 році.   На думку американського історика мистецтв Абрагама Девідсона, початок американського модерністського живопису можна віднести до 1910-х років. Первинна частина періоду тривала 25 років і закінчилася приблизно в 1935 році, коли сучасне мистецтво називали тим, що Ґрінберґ називав аванґардом .
Виставка Armory Show 1913 року в Нью-Йоркові показала тогосучасні праці європейських художників, а також американців. Картини імпресіоністів, фовістів і кубістів вразили багатьох американських глядачів, які звикли до академічного звичного мистецтва. Проте, натхненні побаченим, багато американських художників зазнали впливу рішучих і нових ідей.
Початок 20 століття ознаменувався розвитком різних технік і способів художньої виразности. Багато американських художників, як-от Вільгельміна Вебер, Мен Рей, Патрік Генрі Брюс, Джеральд Мерфі та инші, поїхали до Європи, зокрема до Парижа, щоб творити мистецтво. Формування різноманітних художніх агрегатів призвело до багатозначности образотворчого мистецтва. Школа «Кошик для сміття» об'єдналася навколо реалізму ( Роберт Анрі або Джордж Лукс ); гурток Штіґліца прославляв абстрактні бачення Нью-Йорка (Макс Вебер, Абрагам Валковіц ); колористи розвинулиссь в напрямкові барвистих, абстрактних «синхронізмів» ( Стентон Макдональд-Райт і Морґан Рассел ), тоді як прецизіонізм візуалізував індустріялізований ландшафт Америки у формі різкої та динамічної геометризації ( Джозеф Стелла, Чарльз Шілер, Мортон Лівінґстон Шамберг, Чарльз Розен і Чарльз Демут). Згодом такі митці, як Чарльз Берчфілд, Марсден Гартлі, Стюарт Девіс, Артур Дав, Джорджія О'Кіфф, яку вважали матір’ю американського модернізму, Альфред Генрі Маурер, Ендрю Дасбурґ, Джеймс Доґерті, Генрієтта Шор, Вільям Зорах, Марґеріт Томпсон (Зорах) і Оскар Блюмнер започаткували еру модернізму в Нью-Йоркській школі .
Зміщення фокусу та множинність предметів у образотворчому мистецтві також є характерною рисою американського модерністського мистецтва. Так, наприклад, група «Кошик для сміття» зосереджувала увагу на сучасному містові, наголошуючи на розмаїтті різних верств громадян. Двоє найвидатніших представників "Кошику для сміття", Роберт Анрі та Джон Слоун, створювали картини про соціяльне розмаїття, часто беручи за головну тему мешканців нетрів промислових міст. Кінець 1920-х і 1930-ті роки належали (серед багатьох інших) до двох течій в американському живописі: регіоналізму та соцреалізму. Регіоналісти зосереджувалися на барвистости американського ландшафту та складнощах сільського життя, тоді як соцреалісти вдавалися до лівого популізму, а також Великої депресії, бідности та соціяльної несправедливости. Соцреалісти протестували проти влади та керівних кіл, які виглядали лицемірними, упередженими та байдужими до питань людської нерівности. Абстракція, пейзаж і музика були популярними модерністськими темами в першій половині 20 століття. Такі митці, як Чарльз Демут, який створив свій шедевр «Фігура 5 в золотім кольорі» у 1928 році, Мортон Шамберґ (1881–1918) і Чарльз Шілер також були тісно пов’язані з рухом прецизіоністів. Шілер зазвичай малював міські пейзажі та промислову архітектуру, прикладом чого є його картина «Канал Амоскег», 1948 рік. Джаз і музика були імпровізаційно представлені Стюартом Девісом, як приклад Hot Still-Scape for Six Colours – 7th Avenue Style, з 1940 року.
Модернізм подолав прірву між мистецтвом і соціяльно різноманітною авдиторією в США. Зростає кількість музеїв і галерей, спрямованих на те, щоб донести різнобачення сучаснісности широкому загалові. Незважаючи на початковий опір оспівуванню проґресу, технологій і міського життя, образотворче мистецтво внесло величезний внесок у самосвідомість і усвідомлення американського народу. Новий модерністський живопис проливав світло на емоційні та психічні стани глядачів, що було основоположним у становленні американської ідентичности.
Численні напрямки американського «модернізму» не призвели до єдиного цілісного стилю, а викликали прагнення до експериментів і викликів. Це довело, що сучасне мистецтво виходить за межі усталености.

### Основні школи та течії американського модернізму
- група Штіґліца
- коло Аренсберґа
- художники-кольори
- Прецизіонізм
- незалежні
- філадельфійська школа
- Нью-Йоркські незалежні
- Чикаґо і на захід

#### Модерністичний живопис
Джорджія О'Кіфф, відома як «матір американського модернізму» , була головною фігурою американського модернізму з 1920-х років. Вона отримала широке визнання за те, що кинула виклик межам сучасного американського мистецького стилю. Вона відома головним чином своїми картинами із зображенням квітів, каменів, черепашок, кісток тварин і пейзажів, у яких вона витворила в цілісність абстракцію та зображення.  «Бараняча голова, біла мальва та маленькі пагорби» 1935 року — добре відома картина О'Кіфф.

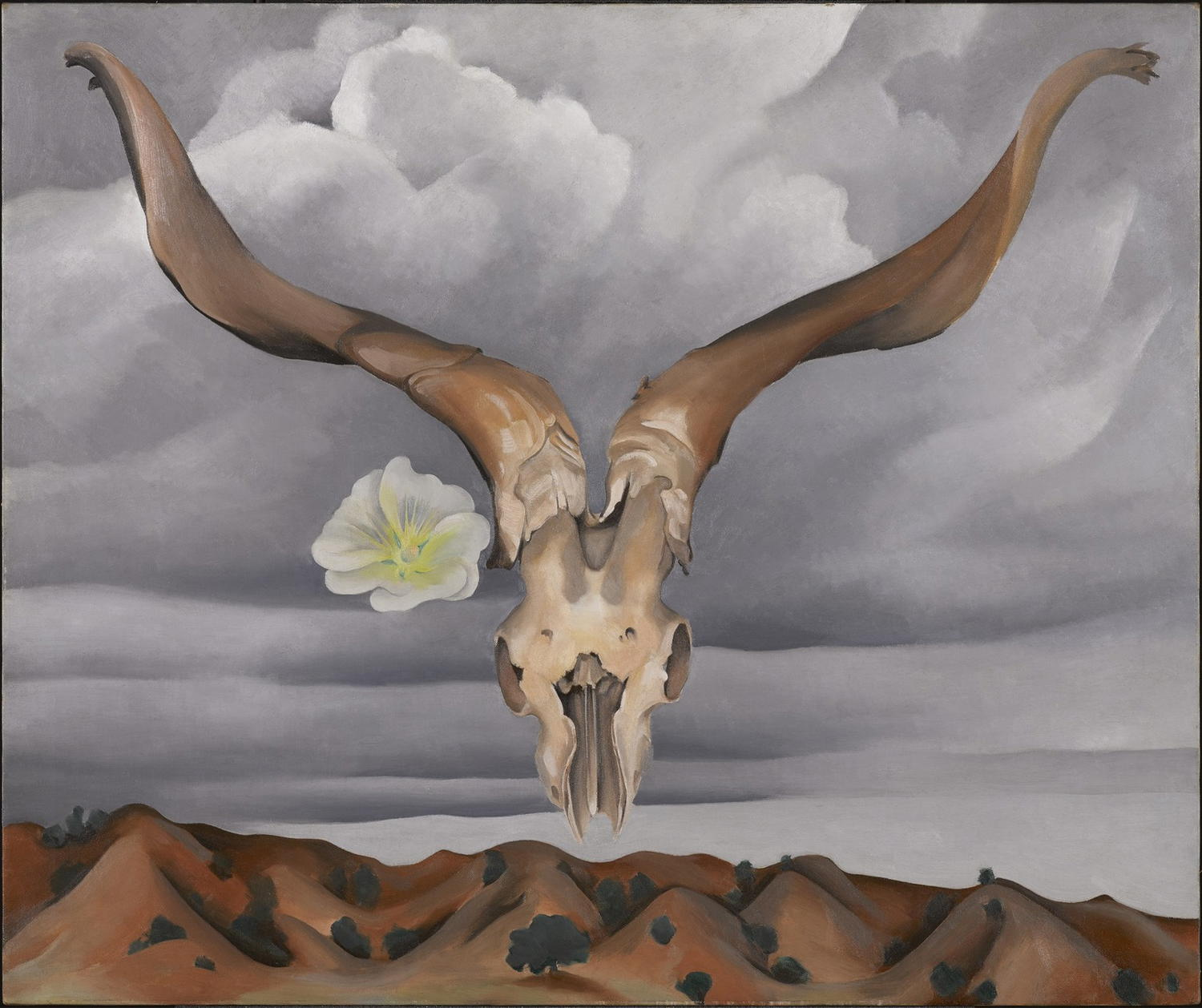
Джорджія О'Кіфф, Бараняча голова, біла мальва та маленькі пагорби, 1935

Артур Дав, Я і Місяць 1937

Артур Дав використовував широкий спектр медія, іноді в нетрадиційних комбінаціях, щоб створювати свої абстракції та абстрактні пейзажі. «Я і Місяць» 1937 року є чудовим прикладом абстрактного пейзажу Артура Дава, цю працю називають однією з найбільшим піднесенням серед робіт його кар’єри.  Дав створив серію експериментальних колажів у 1920-х роках. Він також експериментував з техніками, поєднуючи фарби, наприклад, змішані вручну олію або темперу з восковою емульсією .
Художник Аарон Дуґлас (1899–1979) є одним із найвідоміших і найвпливовіших афроамериканських художників-модерністів. Його роботи зробили значний внесок у розвиток естетичного руху, який тісно пов’язаний з відмінними рисами афроамериканської спадщини та культури. Дуґлас вплинув на афроамериканське візуальне мистецтво, особливо під час Гарлемського ренесансу .
Однією з найпопулярніших картин Дуґласа є «Розп'яття». Він був опублікований у книзі Джеймса Велдона Джонсона «Божі Тромбони» в 1927 році. Сцена розп'яття, зображена на картині, демонструє кілька елементів, які складають мистецтво Дуґласа: чітке окреслення, зміна тіней і світла, стилізовані людські тіла та геометричні фігури у вигляді концентричних кіл на відміну від лінійних форм. Тема картини нагадує не лише біблійну сцену, але також може розглядатися як натяк на афроамериканську релігійну традицію: величезний темний Ісус несе свій хрест, його очі спрямовані в небо, звідки світло падає на його послідовників. Стилізовані римські воїни обрамляють сцену з загостреними списами. У результаті спостерігач нагадує, наприклад, афроамериканську євангельську традицію, а також історію придушення. Бофорд Делані, Чарльз Олстон, Джейкоб Ловренс і Ромар Берден також були важливими афроамериканськими художниками- модерністами, які надихали покоління художників, які їх наслідували.

#### Модерністська фотографія

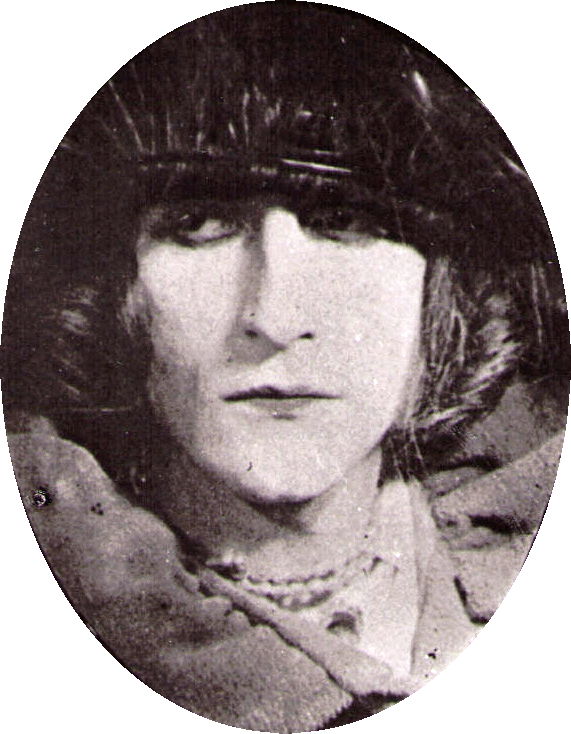
Рроз Селаві (Марсель Дюшан). 1921 рік. Фотографія Man Ray.

На початку американського модернізму фотографія все ще боролася за визнання формою мистецтва. Фотограф Альфред Штіґліц описав це так: «Художники, які бачили мої попередні фотографії, почали говорити мені, що вони заздрять мені; що вони відчувають, що мої фотографії є кращими за їхні картини, але що, на жаль, фотографія не є мистецтвом. Я не міг зрозуміти, чому художники повинні заздрити мені за мою роботу, але водночас засуджувати її за те, що вона була зроблена машиною». У 1902 році Штігліц заснував групу Photo-Secession з такими членами, як Едвард Штайхен, Ґертруда Кесебір і Кларенс Гадсон Вайт, яка мала на меті підвищити стандарти та підвищити обізнаність про художню фотографію. На той момент їхнім основним стилем був пікторіялізм, який був відомий модифікацією фотографій за допомогою м’якого фокусу, спеціяльних фільтрів або екзотичних процесів друку, щоб точно наслідувати стиль живопису та офортів того часу. Для публікації Штіґліц, як рушійна сила руху, заснував журнал Camera Work, у якому він публікував художників, які, на його думку, представляли рух. Він також керував трьома галереями одна за одною, а саме «291» (1905–1917), «The Intimate Gallery» (1925–1929) та «An American Place» (1929–1947). Особливо 291 служив місцем зустрічі для художників і письменників і був першим, хто виставив ранні модерністські роботи європейських художників, таких як Анрі Матісс, Огюст Роден, Анрі Руссо, Поль Сезанн і Пабло Пікассо, у Сполучених Штатах. Подальший зв'язок з європейським аванґардом встановив Ман Рей . Народжений в Америці та натхненний роботами, які він бачив у галереях Штіґліца, Рей емігрував до Парижа в 1921 році і разом з художниками європейського дадаїзму та сюрреалістичного руху створив нові техніки фотографії, такі як рентгенографія (розміщення об’єктів безпосередньо на світлочутливому папері).
На початку 1920-х років фотографи перейшли до того, що вони називали простою фотографією . На відміну від пікторіялістського стилю, вони тепер відкидали будь-які види маніпуляцій у фотопроцесі (наприклад, м’який об’єктив, спеціяльні методи проявлення чи друку) і намагалися використати переваги камери як унікального середовища для захоплення реальности. Їхні мотиви мали виглядати максимально об’єктивно. Відвернувши увагу від класичного портрету та пікторіялістського стилю, фотографи почали використовувати свої знімки як засіб відображення суворих реалій повсякденного життя, але водночас намагалися шукати красу в деталях чи загальній естетичній структурі. Машини та фабрична робота,  хмарочоси та технічні інновації стали яскравими мотивами. У 1932 році деякі молодші фотографи (напр Ансель Адамс, Імоджен Каннінгем) створили групу f/64, засновану на ідеалах простої фотографії, яка стала найпрогресивнішою асоціяцією свого часу.

## Американська модерністська література
Американська модерністська література була домінуючою течією в американській літературі між Першою та Другою світовими війнами . Епоха модернізму підкреслила інновації у формі та мові поезії та прози, а також звернення до численних сучасних тем, таких як расові відносини, стать і стан людини. У цей час багато американських модерністів переїхали в Європу, часто стаючи лідерами європейського руху, як, наприклад, Т. С. Еліот, Езра Паунд і Ґертруда Стайн. Цих письменників часто називали втраченим поколінням. 
Як реакція на цю тенденцію багато американських авторів і поетів започаткували тенденцію «нативізму», прагнучи представити сучасний американський досвід в Америці. До помітних учасників цієї тенденції належать Вільям Карлос Вільямс, Воллес Стівенс і Маріанна Мур. Ці поети часто критично ставилися до творів письменників-емігрантів, таких як Еліот і Паунд, про що свідчать такі вірші, як «Весна та все» Вільямсона.
Під впливом Першої світової війни багато американських письменників-модерністів досліджували психологічні рани та духовні шрами війни. Економічна криза в Америці на початку 1930-х років також залишила відбиток на літературі, наприклад, «Грона гніву» Джона Стайнбека. Пов’язаною проблемою є втрата себе та потреба в самовизначенні, оскільки робітники відійшли на задній план міського життя, залишившись непоміченими гвинтиками машини, яка прагне самовизначення. Американські модерністи повторили акцент середини 19-го століття на спробі «побудувати себе» — тему, проілюстровану «Великим Гетсбі» Фіцджеральда. Божевілля та його прояви, здається, є ще однією значущою темою модерністів, як це можна побачити в «Імператор Джонс» Юджина О’Ніла, «Боєць» Гемінґвея та «Те вечірнє сонце» Фолкнера. Тим не менш, усі ці негативні аспекти привели до нових надій і прагнень, а також до пошуку нового початку не лише для сучасних індивідів, але й для вигаданих персонажів американської модерністської літератури.
Модерністська література також сприяла розвитку регіональних тенденцій в американській літературі, включаючи Гарлемський ренесанс і південний модернізм. Гарлемський ренесанс ознаменував відродження афроамериканського мистецтва, зосередженого в районі Гарлема в Нью-Йорку. Письменники та мислителі, такі як Ален Локк, Клод Маккей, Ленгстон Хьюз і Зора Ніл Герстон, були одними з ключових представників руху. Цей рух був пов’язаний із модою на афроамериканську культуру, що також видно з популярности джазової музики, коли багато письменників фінансувалися білими покровителями.  Багато письменників цієї течії використовували модерністські прийоми для представлення афроамериканського життя , наприклад, включаючи ритми джазової музики та діялекти афроамериканської культури в поезію та прозу.  Південний модернізм так само представляв життя та унікальний досвід Півдня, використовуючи модерністську естетику, з відомими діячами, зокрема Вільямом Фолкнером і Теннессі Вільямсом. 

### Нова критика в Америці
З 1930-х до 1960-х років нова критика стала значною силою в Сполучених Штатах. Це була найпотужніша точка зору в американській літературній критиці. Представниками були Джон Кроу Ренсом, Аллен Тейт, Клеант Брукс, Роберт Пен Уоррен. «Впливові критичні методи, розроблені цими поетами-професорами, наголошували на відточенні навичок уважного читання. Нова критика привілеювала оцінку поезії як виправдання літературної науки». «Розуміння поезії» Брукса та Воррена (1938) став одним із найвпливовіших підручників з поезії для коледжів 1930-х років і був переглянутий і перевиданий аж до 1970-х років.
Нова критика проявилася в таких творах, як вірші Еліота та Єйтса . «Поезія, яка найкраще відповідає естетичним критеріям нової критики, наголошувалась у важливих антологіях для навчання в класі». Т. С. Еліот переосмислив традицію у своєму есе «Традиція та індивідуальний талант». Він сформулював такі критичні концепції, як «об'єктивний корелятив», і переосмислив літературний канон у своєму піднесенні якобівської драми та метафізичної поезії. Його творчість мала фундаментальний вплив на нову критику в Америці.

## Архітектура і простір
Сполучені Штати зіграли велику роль у русі модернізму щодо нових передових будівельних технологій. Серед будівельних інновацій такі матеріяли, як чавун, сталь і залізобетон. Бруклінський міст Джона та Вашинґтона Роблінґів (1869–1883) (докладніше див. Джон Роблінґ)
Луїс Генрі Салліван очолював так звану Чиказьку школу архітектури, яка вирізнялася розвитком функціонального дизайну разом із сучасними матеріялами. Послідовник Саллівана Френк Ллойд Райт увібрав від свого «lieber Master» («шановний майстер») німецьку романтичну традицію органічної архітектури. Він розробив новий і оригінальний підхід до житлового дизайну до Першої світової війни, який став відомий як «стиль прерій». У ньому поєднувалися принципи відкритого планування з горизонтальними акцентами, асиметричними фасадами, широкими похилими дахами. Будинок Робі в Чикаґо (1909) і Музей Ґуґґенгайма в Нью-Йоркові (1946–59) є двома його основними роботами.
У своїх роботах Райт усе ближче й ближче наближався до земного відчуття природної форми, використовуючи грубо оброблений камінь і деревину, і завжди прагнув у своїх будинках досягти ефекту інтимного та захисного притулку.
Архітектори іноземного походження, такі як Ріхард Нойтра, Рудольф Шиндлер і Вільям Лескейз, протягом 1920-х років відіграли велику роль у розвитку американської архітектури, створивши пізніше стиль, який отримав назву міжнародного стилю і знайшов відображення в дизайні корпоративних офісних будівель після Другої світової війнаи. Такі будівлі, як Skidmore, Owings and Merrill (1952) і Seagram Building Людвіґа Міс ван дер Рое (1956–58) у Нью-Йоркові є прикладами цього нового стилю. Коли такі відомі європейці, як Вальтер Гропіус і Міс, еміґрували до США, багато американських архітектурних шкіл потрапили під вплив традицій Баухауза в Німеччині.

## Дивитися також
- Біт-генерація

## Зовнішні посилання
- Американський живопис у Музеї мистецтв Метрополітен, повністю оцифрований 3-томний каталог виставки
- Американські художники-модерністи обговорювалися в інтерв’ю Conversations from Penn State

Шаблон:Modernism